# Molinadendron sinaloense
Espèce
Classification phylogénétique
Molinadendron sinaloense est un arbre sempervirent originaire des régions boisées de l'Ouest du Mexique de la famille des Hamamelidaceae. Il atteint en hauteur plus de 6 m. Les feuilles sont ovales, effilées, mesurant 7,5 à 15 cm en longueur.